# 保护世界文化和自然遗产公约
《保护世界文化和自然遗产公约》（英語：Convention Concerning the Protection of the World Cultural and Natural Heritage），简称《世界遗产公约》（英語：World Heritage Convention），是于1972年11月23日签署的国际条约，该条约建立了旨在保护自然和文化遗产的世界遗产名录，并设立世界遗产委员会以执行公约内容。该公约于1965年至1972年完成制定。
该公约定义了可被列入世界遗产名录的文化和自然遗产，明确了各国政府识别潜在文化和自然遗产并加以保护、保存的职责。签署国承诺保护其领土内的世界遗产，并定期报告其保护状况。公约还规定了世界遗产基金的使用和管理方式。
该公约于1972年11月16日在联合国教育、科学及文化组织大会上通过，并由联合国教科文组织大会主席荻原彻和总干事勒内·马厄于1972年11月23日签署。该公约保存在联合国教科文组织的档案中。

## 历史
1954年，埃及政府決定建造阿斯旺水坝，估計落成後的水庫將淹沒尼羅河谷的大片區域，包含古埃及和古努比亞的文化寶藏。1959年，埃及和蘇丹政府請求联合国教育、科学及文化组织（UNESCO）協助他們保護和拯救瀕臨滅絕的古蹟和遺址。1960年，UNESCO发起拯救努比亚古迹国际运动。這一呼籲促成數百個遺址的挖掘和記錄，數千件物品的恢復，以及幾個重要寺廟搬遷到地勢更高的地方，其中最著名的是阿布辛拜勒神廟和菲萊神廟。該活動耗費8,000萬美元（相當於2020年幣值的2.5億美元），得到了50多个国家的支持，並成功帶動了其他維護活動，例如意大利的威尼斯及其潟湖、巴基斯坦的摩亨佐-达罗、印度尼西亚的婆羅浮屠。该活动的成功促使UNESCO与国际文化纪念物与历史场所委员会共同起草关于文化遗产保护的公约草案。
1965年，美國举行白宫会议，倡議將文化遺產和自然遺產聯合保護，呼籲設立「世界遺產信託基金」，以保護世界上珍貴的自然風景區和歷史遺跡，供全世界各地的民眾、未來的子孫使用。国际自然保护联盟（IUCN）在1968年也提出了類似的建議，並於1972年在瑞典首都斯德哥爾摩舉行的聯合國人類環境會議中提交討論。

## 商定和实施

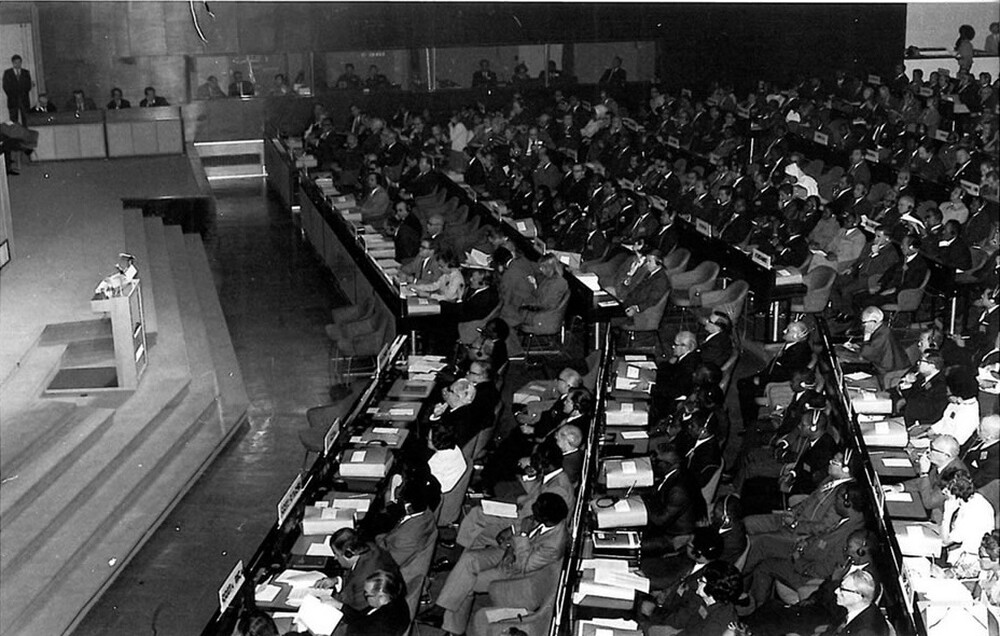
1972年11月16日，第十七届联合国教科文组织大会上通过了《保护世界文化和自然遗产公约》

在UNESCO起草的公约草案的基础上，有关各方最终商定了一份单一文本。1972年11月16日，在巴黎举行的第十七届联合国教科文组织大会上通过了《保护世界文化和自然遗产公约》。同年11月23日，联合国教科文组织大会主席荻原彻和总干事勒内·马厄签署了该公约。1973年，美国成为该公约的首个批准国。该公约在获得20个国家批准后，于1975年12月17日生效。
1976年11月，世界遺產公約第一次締約方大會召開，此會議每兩年召開一次，以選出世界遺產委員會的成員國，並確認每個締約國需要向世界遺產基金捐款的金額:53。第一次締約方大會選舉了第一屆世界遺產委員會成員，通過了《世界遺產公約工作指南》。次年（1977年），该公约在第40个国家批准后开始实施，第一屆世界遺產委員會召開:81-82。之後，在1978年的第二屆世界遺產委員會上，厄瓜多尔的加拉巴哥群島等12個項目被登記為第一批世界遺產:84。

## 内容
该公约共有38条，分为八个部分。

### 文化和自然遗产的定义
第一部分：文化和自然遗产的定义（第1-3条）定义了文化遗产和自然遗产，根据该公约，文化遗产包括：
1. 文物：从历史、艺术或科学角度看具有突出的普遍价值的建筑物、碑雕和碑画、具有考古性质成份或结构、铭文、窟洞以及联合体；
2. 建筑群：从历史、艺术或科学角度看在建筑式样、分布均匀或与环境景色结合方面具有突出的普遍价值的单立或连接的建筑群；
3. 遗址：从历史、审美、人种学或人类学角度看具有突出的普遍价值的人类工程或自然与人联合工程以及考古地址等地方。

自然遗产则包括：
1. 从审美或科学角度看具有突出的普遍价值的由物质和生物结构或这类结构群组成的自然面貌；
2. 从科学或保护角度看具有突出的普遍价值的地质和自然地理结构以及明确划为受威胁的动物和植物生境区；
3. 从科学、保护或自然美角度看具有突出的普遍价值的天然名胜或明确划分的自然区域。

### 文化和自然遗产的国家保护和国际保护
第二部分：文化和自然遗产的国家保护和国际保护（第4-7条）确立了缔约国政府将“本国领土内的文化和自然遗产的确定、保护、保存、展出和遗传后代”的责任，并要求缔约国采取积极有效的措施，包括建立机构、发展研究、采取法律和财政措施。条文也强调尊重所在国主权，同时承认文化和自然遗产是世界遗产的一部分，要求国际社会合作予以保护。

### 保护世界文化和自然遗产政府间委员会
第三部分：保护世界文化和自然遗产政府间委员会（第8-14条）决定建立世界遗产委员会，并规定委员会的职责和委员会成员国的任期。条文要求委员会根据缔约国递交的清单建立《世界遗产目录》，并说明了该目录制定程序。条文还明确委员会应处理国际援助的申请，并与UNESCO、ICCROM、ICOMOS、IUCN合作。

### 保护世界文化和自然遗产基金
第四部分：保护世界文化和自然遗产基金（第15-18条）决定设立世界遗产基金，并规定基金的使用和管理方式。条文要求缔约国每两年定期向世界遗产基金纳款，以相對UNESCO的分擔金的1％額度為上限。
世界遗产基金于1977年成立，世界遗产基金在2024—2025两年期的经费为580万美元，另外还有40万美元用于向处于紧急危险（例如由于火灾、洪水或战争）的场所提供紧急援助。2000年，負擔分擔金的前幾名國家是日本680,459美元、義大利200,246美元、英國187,507美元、加拿大100,626美元、西班牙95,428美元、荷蘭60,098美元、澳大利亞54,600美元、瑞士44,747美元、比利時40,664美元、阿根廷40,610美元等。

### 国际援助的条件和安排
第五部分：国际援助的条件和安排（第29-26条）详述了国际援助的条件和形式，仅限于已列入或可能列入《世界遗产目录》的财产。援助的形式包括研究、提供专家和技术支持、培训工作人员、提供设备以及提供贷款和无偿补助金。

### 教育计划
第八部分：教育计划（第27-28条）要求缔约国通过一切适当手段，增强本国人民对世界遗产的认知。接受国际援助的缔约国应采取适当措施，使人们了解接受援助财产的重要性和国际援助的作用。

### 报告
第八部分：报告（第29条）要求缔约国定期报告其世界遗产的保护状况，包括通过的法律和行政规定和采取的其他行动，并详述在这方面获得的经验。

### 最后条款
第九部分：最后条款（第30-38条）管辖《公约》的批准、生效和修订。

## 批准
截至2025年，该公约已获得196个国家的批准，其中包括192个聯合國會員國，2个联合国观察员国（聖座（梵蒂冈）、巴勒斯坦国），2个新西兰聯繫邦（库克群岛、纽埃）。所有联合国成员国中，僅列支敦士登尚未批准该公约：。
各国批准、加入、接受或继承该公约的时间如下。
- 美国：1973年12月7日
- 埃及：1974年2月7日
- 伊拉克：1974年3月5日
- 保加利亚：1974年3月7日
- 苏丹：1974年6月6日
- 阿尔及利亚：1974年6月24日
- ：1974年8月22日
- 刚果民主共和国：1974年9月23日
- 奈及利亞：1974年10月23日
- 尼日尔：1974年12月23日
- 伊朗：1975年2月26日
- 突尼西亞：1975年3月10日
- 约旦：1975年5月5日
- ：1975年6月16日
- 法國：1975年6月27日
- ：1975年7月4日
- 叙利亚：1975年8月13日
- 賽普勒斯：1975年8月14日
- 瑞士：1975年9月17日
- 摩洛哥：1975年10月28日
- 塞内加尔：1976年2月13日
- 波蘭：1976年6月29日
- 加拿大：1976年7月23日
- 巴基斯坦：1976年7月23日
- 德国：1976年8月23日
- 玻利维亚：1976年10月4日
- ：1977年4月5日
- 挪威：1977年5月12日
- ：1977年6月20日
- 衣索比亞：1977年7月6日
- 坦桑尼亚：1977年8月2日
- ：1977年8月23日
- 巴西：1977年9月1日
- 印度：1977年11月14日
- 巴拿马：1978年3月3日
- 尼泊尔：1978年6月20日
- 義大利：1978年6月23日
- 沙烏地阿拉伯：1978年8月7日
- 阿根廷：1978年8月23日
- 利比亞：1978年10月13日
- 摩納哥：1978年11月7日
- 馬爾他：1978年11月14日
- ：1979年1月16日
- 几内亚：1979年3月18日
- 阿富汗：1979年3月20日
- ：1979年6月8日
- 丹麦：1979年7月25日
- 尼加拉瓜：1979年12月17日
- 海地：1980年1月18日
- 智利：1980年2月20日
- 塞舌尔：1980年4月9日
- 斯里蘭卡：1980年6月6日
- 葡萄牙：1980年9月30日
- 葉門：1980年10月7日
- 中非：1980年12月22日
- ：1981年1月9日
- 毛里塔尼亚：1981年3月2日
- 古巴：1981年3月24日
- 希腊：1981年7月17日
- 阿曼：1981年10月6日
- 马拉维：1982年1月5日
- 秘魯：1982年2月24日
- 西班牙：1982年5月4日
- ：1982年5月19日
- ：1982年6月14日
- 辛巴威：1982年8月16日
- 聖座（梵蒂冈城）：1982年10月7日
- 莫桑比克：1982年11月27日
- 喀麦隆：1982年12月7日
- 黎巴嫩：1983年2月3日
- 土耳其：1983年3月16日
- 哥伦比亚：1983年5月24日
- 牙买加：1983年6月14日
- 马达加斯加：1983年7月19日
- ：1983年8月3日
- 盧森堡：1983年9月28日
- 安地卡及巴布達：1983年11月1日
- 墨西哥：1984年2月23日
- 大不列顛及北愛爾蘭聯合王國：1984年5月29日
- 尚比亞：1984年6月4日
- ：1984年9月12日
- 新西兰：1984年11月22日
- 瑞典：1985年1月22日
- ：1985年2月12日
- 匈牙利：1985年7月15日
- 菲律賓：1985年9月19日
- 中华人民共和国：1985年12月12日
- 馬爾地夫：1986年5月22日
- 圣基茨和尼维斯：1986年7月10日
- 加彭：1986年12月30日
- 芬兰：1987年3月4日
- ：1987年3月20日
- 布吉納法索：1987年4月2日
- ：1987年7月1日
- 泰國：1987年9月17日
- 越南：1987年10月19日
- 乌干达：1987年11月20日
- 刚果共和国：1987年12月10日
- 巴拉圭：1988年4月27日
- ：1988年4月28日
- ：1988年9月14日
- 白俄羅斯：1988年10月12日
- 俄羅斯：1988年10月12日
- 乌克兰：1988年10月12日
- 马来西亚：1988年12月7日
- 乌拉圭：1989年3月9日
- 印度尼西亞：1989年7月6日
- 阿尔巴尼亚：1989年7月10日
- 蒙古国：1990年2月2日
- 羅馬尼亞：1990年5月16日
- 委內瑞拉：1990年10月30日
- ：1990年11月6日
- 斐济：1990年11月21日
- 巴林：1991年5月28日
- ：1991年6月5日
- 愛爾蘭：1991年9月16日
- 薩爾瓦多：1991年10月8日
- 圣卢西亚：1991年10月14日
- 圣马力诺：1991年10月18日
- 安哥拉：1991年11月7日
- 柬埔寨：1991年11月28日
- 立陶宛：1992年3月31日
- 所罗门群岛：1992年6月10日
- 日本：1992年6月30日
- ：1992年7月6日
- 荷兰王国：1992年8月26日
- ：1992年8月28日
- ：1992年11月4日
- 斯洛維尼亞：1992年11月5日
- 奥地利：1992年12月18日
- ：1993年1月13日
- 捷克：1993年3月26日
- 斯洛伐克：1993年3月31日
- ：1993年7月12日
- 亞美尼亞：1993年9月5日
- ：1993年12月16日
- ：1994年4月29日
- 緬甸：1994年4月29日
- ：1994年9月30日
- 拉脫維亞：1995年1月10日
- 多米尼克：1995年4月4日
- ：1995年7月3日
- 模里西斯：1995年9月19日
- 爱沙尼亚：1995年10月27日
- 冰島：1995年12月19日
- 比利时：1996年7月24日
- 安道尔：1997年1月3日
- 北馬其頓：1997年4月30日
- 南非：1997年7月10日
- ：1997年7月28日
- 苏里南：1997年10月23日
- 多哥：1998年4月15日
- ：1998年7月21日
- 格瑞那達：1998年8月13日
- ：1998年11月23日
- ：1999年6月23日
- 以色列：1999年10月6日
- 纳米比亚：2000年4月6日
- 基里巴斯：2000年5月12日
- ：2000年9月27日
- 卢旺达：2000年12月28日
- 纽埃：2001年1月23日
- 阿联酋：2001年5月11日
- 萨摩亚：2001年8月28日
- 塞爾維亞：2001年9月11日
- 不丹：2001年10月22日
- ：2001年10月24日
- 利比里亚：2002年3月28日
- ：2002年4月9日
- 马绍尔群岛：2002年4月24日
- 科威特：2002年6月6日
- 帛琉：2002年6月11日
- ：2002年6月13日
- 密克羅尼西亞聯邦：2002年7月22日
- 摩尔多瓦：2002年9月23日
- ：2003年2月3日
- 賴索托：2003年11月25日
- ：2004年4月30日
- ：2005年1月7日
- 千里達及托巴哥：2005年2月16日
- ：2005年11月30日
- ：2006年1月28日
- 蒙特內哥羅：2006年6月3日
- 聖多美和普林西比：2006年7月25日
- ：2007年8月30日
- 庫克群島：2009年1月16日
- 赤道几内亚：2010年3月10日
- ：2011年8月12日
- 巴勒斯坦國：2011年12月8日
- 新加坡：2012年6月19日
- 巴哈马：2014年5月15日
- 南蘇丹：2016年3月9日
- 东帝汶：2016年10月31日
- ：2020年7月23日
- ：2023年5月18日
- 瑙鲁：2024年7月22日